# Philippe Condroyer
Philippe Condroyer est un réalisateur et scénariste français de cinéma et de télévision né le 3 mai 1927 dans le 15e arrondissement de Paris, où il est mort le 5 novembre 2017,
Il était le fils cadet du journaliste et romancier Émile Condroyer (1897-1950), premier Prix Albert-Londres en 1933, auteur de plusieurs ouvrages sur la mer et les pêcheurs. La famille Condroyer était de vieille souche originaire de Sainte-Maxime, où Émile affectionnait les parties de pêche et Philippe passa une partie de son enfance.
Après un accueil favorable à la Quinzaine des réalisateurs en 1974, La Coupe à dix francs  a une sortie discrète sur les écrans parisiens en 1975. Écho tragique à Mai 1968, le film sera redécouvert et reviendra en salles en 2015.
Il était l'époux de Mariette Condroyer.

## Filmographie

### Cinéma

#### Courts métrages
- 1960 : Fugue
- 1962 : Diamètres
- 1962 : Ballade en Camargue
- 1963 : Une lettre
- 1965 : Les Miettes

#### Longs métrages
- 1964 : Tintin et les oranges bleues, avec Jean Bouise et Jean-Pierre Talbot
- 1967 : Un homme à abattre, avec Jean-Louis Trintignant et Valérie Lagrange
- 1974 : La Coupe à dix francs, avec Didier Sauvegrain

### Télévision
- 1972 : L'Oreille absolue, avec Jacques Seiler et Guy Tréjan
- 1973 : La Mer est grande, avec Yves-Marie Maurin et France Dougnac
- 1978 : Autopsie d'un témoignage et Le Feu, 2 épisodes de Madame le juge, avec Simone Signoret
- 1980 : Cinéma 16 - téléfilm : Chère Olga, avec Claude Piéplu et Catherine Allégret
- 1981 : Cinéma 16 - téléfilm : Un paquebot dans la tête, avec Catherine Frot, Juliette Mills et Michael Lonsdale
- 1983 : La Reverdie, avec Jean-Pierre Aumont et Nadine Alari
- 1986 : Cinéma 16 - téléfilm : Domicile adoré, do mi si la do ré
- 1988 : Le Triangle d'or, épisode de Le Retour d'Arsène Lupin avec François Dunoyer
- 1989 : Le Masque de jade, épisode de Le Retour d'Arsène Lupin